# ماكس هوف (رسام توضيحي)
ماكس هوف (بالألمانية: Max Hoff)‏ هو رسام توضيحي نمساوي، ولد في 1903 في فيينا في النمسا، وتوفي في 1985.